# Aérodrome de Daloa
L'aéroport de Daloa est un aéroport desservant Daloa en Côte d'Ivoire.